# Palesztina a 2013-as úszó-világbajnokságon
Palesztina három úszóval vett részt a 2013-as úszó-világbajnokságon, akik két sportágban indultak.

## Hosszútávúszás
| Versenyző    | Verseny | Idő     | Helyezés |
| ------------ | ------- | ------- | -------- |
| Ahmed Gebrel | 5 km    | 57:04.0 | 39       |

## Úszás
Férfi
| Versenyző     | Verseny                | Selejtező | Selejtező | Elődöntő          | Elődöntő          | Döntő             | Döntő             |
| Versenyző     | Verseny                | Idő       | Helyezés  | Idő               | Helyezés          | Idő               | Helyezés          |
| ------------- | ---------------------- | --------- | --------- | ----------------- | ----------------- | ----------------- | ----------------- |
| Mohammad Abdo | 50 méteres gyorsúszás  | 25.85     | 76        | Nem jutott tovább | Nem jutott tovább | Nem jutott tovább | Nem jutott tovább |
| Ahmed Gebrel  | 200 méteres gyorsúszás | 1:57.68   | 57        | Nem jutott tovább | Nem jutott tovább | Nem jutott tovább | Nem jutott tovább |
| Ahmed Gebrel  | 400 méteres gyorsúszás | 4:07.70   | 42        |                   |                   | Nem jutott tovább | Nem jutott tovább |

Női
| Versenyző      | Verseny                | Selejtező | Selejtező | Elődöntő          | Elődöntő          | Döntő             | Döntő             |
| Versenyző      | Verseny                | Idő       | Helyezés  | Idő               | Helyezés          | Idő               | Helyezés          |
| -------------- | ---------------------- | --------- | --------- | ----------------- | ----------------- | ----------------- | ----------------- |
| Sabine Hazboun | 50 méteres gyorsúszás  | 28.29     | 55        | Nem jutott tovább | Nem jutott tovább | Nem jutott tovább | Nem jutott tovább |
| Sabine Hazboun | 100 méteres gyorsúszás | 1:02.86   | 61        | Nem jutott tovább | Nem jutott tovább | Nem jutott tovább | Nem jutott tovább |